# Devadatta
Devadatta (fl. VI secolo a.C.) è stato un monaco buddhista indiano, cugino e cognato di Siddhārtha Gautama.

## Etimologia
Il nome Devadatta ha il significato "dato da Dio" in Palī o Sanscrito (cfr. Latino Deodatus, Deusdedit; Lituano Dievoduotas; tutti significano anche "dato da dio"). È composto dalla forma radice di deva e dal participio passato datta del verbo da, dare, composto come un composto tatpurusa. Nella Bhagavad Gītā, la conchiglia usata da Arjuna nella battaglia campo di Kurukshetra è stato chiamato Devadatta. Il nome Devadatta è ancora usato oggi.

## Dottrina
Secondo Andrew Skilton, gli studiosi moderni generalmente concordano sul fatto che il Mahāsāṃghika Vinaya è il più antico Vinaya buddhista esistente.
Secondo Reginald Ray, il Mahāsāṃghika Vinaya menziona la figura di Devadatta, ma in un modo diverso dai vinayas del ramo di Sthaviravāda. Secondo questo studio, il primo materiale vinaya comune a tutte le sette descrive semplicemente Devadatta come un santo buddhista che desidera che i monaci vivano uno stile di vita rigoroso. Questo ha portato Ray a considerare la storia di Devadatta come una leggenda prodotta dal gruppo Sthavira.
Tuttavia, come ha notato Bhikkhu Sujato, il Mahāsāṃghika Vinaya contiene effettivamente materiale raffigurante Devadatta come una figura scismatica che cerca di dividere il sangha. Sujato aggiunge: "L'unica differenza rilevante è il motivo su cui si dice abbia basato il suo tentativo. Mentre lo Sthavira Vinayas afferma di aver promulgato una serie di" cinque punti ", con il quale ha cercato di imporre uno stile di vita eccessivamente ascetico ai monaci, il Mahāsaṅghika Vinaya omette i cinque punti e gli attribuisce un programma molto più completo. " Sujato sostiene inoltre che" Il fatto che la leggenda di Devadatta, almeno episodi principali 13 e 14, è comune a tutti e sei i Vinaya, incluso il Mahāsaṅghika, suggerisce che la leggenda sia nata tra la comunità presettaria e con ogni probabilità risale al tempo del Buddha stesso.